# كلير غوز
كلير غوز (بالإنجليزية: Claire Goose)‏ هي ممثلة بريطانية، ولدت في 10 فبراير 1975 في إدنبرة في المملكة المتحدة.

## وصلات خارجية
- كلير غوز على موقع IMDb (الإنجليزية)
- كلير غوز على موقع قاعدة بيانات الفيلم (الإنجليزية)